# Горбуново (Чердынский район)
Горбуново — деревня в составе Чердынского городского округа Пермского края.

## Географическое положение
Деревня расположена на правом берегу Вишеры менее чем в 1 километре от села Редикор и в 25 километрах на юг от центра городского округа города Чердынь.

## Климат
Климат умеренно-континентальный с продолжительной холодной и снежной зимой и коротким летом. Снежный покров удерживается 170—190 дней. Средняя высота снежного покрова составляет более 70 см, в лесу около 1 метра. В лесу снег сохраняется до конца мая. Продолжительность безморозного периода примерно 110 дней.

## История
До января 2020 года входила в Рябининское сельское поселение Чердынского района до его упразднения, ныне рядовой населённый пункт Чердынского городского округа.

## Население
Постоянное население было 4 человек (2002), 100 % русские. В 2010 году постоянное население 3 человека.